# Fortuna Babelsberg
Fortuna Babelsberg e.V. – niemiecki klub piłkarski z siedzibą w mieście Poczdam, występujący w lidze Landesklasse Brandenburg-West, stanowiącej ósmy poziom rozgrywek w Niemczech.

## Historia
Klub został założony w 1905 roku jako Concordia Babelsberg. W 1933 roku zlikwidowano go przez III Rzeszę. W 1934 roku został utworzony na nowo jako VfL Eintracht 06 Babelsberg, a w trakcie II wojny światowej ponownie rozwiązany. W 1946 roku powstał Sportgruppe Babelsberg, będący kontynuacją VfL oraz SpVgg Potsdam. W lipcu 1949 został częścią klubu Betriebbsportgemeinschaft Märkische Volksstimme Babelsberg, powstałego w maju tego samego roku. W 1950 roku zmienił nazwę na BSG Rotation Babelsberg i od sezonu 1950/1951 rozpoczął starty w pierwszej lidze NRD. W 1952 roku klub dokonał fuzji z BSG Rotation Babelsberg-Ost, występującym wcześniej pod nazwą SG Kinostudio Babelsberg. W pierwszej lidze Rotation spędził 9 sezonów, a następnie spadł z niej w 1958 roku. W 1960 roku klub oddał miejsce w drugiej lidze zespołowi SC Potsdam i rozpoczął grę w trzeciej lidze. W 1969 roku Rotation zmienił nazwę na BSG DEFA Babelsberg, a po zjednoczeniu Niemiec w 1990 roku, przyjął nazwę SG Fortuna Babelsberg.

## Występy w lidze
| Liga         | Poziom | Sezony | Lata      |
| ------------ | ------ | ------ | --------- |
| DDR-Oberliga | I      | 9      | 1950–1958 |
| DDR-Liga     | II     | 2      | 1959−1960 |

## Reprezentanci kraju grający w klubie
- Willi Marquardt
- Hans Schöne
- Karl-Heinz Wohlfahrt